# 석고 (일본사)
석고(일본어: 石高 고쿠다카[*])는 근세 일본에서 "석"(石 고쿠[*])이라는 단위를 이용하여 토지의 생산성을 나타낸 수치를 말한다. 이에 의거하여 토지에 대한 과세가 이루어졌고, 여기에서 파생되어 다이묘와 하타모토의 영지 면적을 나타내는 말이 되었다.
도요토미 히데요시 정권과 에도 막부의 시기에 토지 조사가 이루어지면서, 각 토지와 전답, 가옥 부지의 생산성을 조사하기 위해 그 가치가 쌀로 몇 석인지 수량화하여 나타내기 시작했는데, 이것이 석고이다. 이후 무사가 영지에서 받게 되는 수입이나 봉록도 석고를 이용하여 그 양을 나타내었다. 1 석은 어른 한 사람이 1년 동안 먹을 수 있는 쌀의 양에 상당하며, 따라서 석고에 따라 영주가 동원하는 군사력에 대한 추산도 이루어질 수 있었다. 석고에  따라 영주가 동원하는 군사력은 시대나 농사 방법에 따라 다르지만 통상 100석당 1~2명의 병력을 차출할 수 있다고 추산된다. 이러한 표현은 메이지 시대에 지조개정이 이루어지면서 쓰이지 않게 되었다.
일본을 비롯한 당시 전 세계적으로 쓰이는 토지의 면적 단위는 단순한 면적으로 환산한 것이 아니라 해당면적의 곡물수확량으로 환산했다. 때문에 단위가 큰데도 불구하고 땅의 면적이 좁은 경우도 있는 반면 사막 등의 황무지 같은 경우는 땅이 넓은데도 불구하고 그 단위가 작았다. 석고의 면적단위 역시 이에 기준한 단위였으므로 km2로 환산했을 때의 면적이 더 크다 해도 석고로 환산할 경우 더 작을 수도 있는 반면 그 반대의 경우도 있었다. 또한 이 때문에 단위는 고정되지 않고 마치 원 대비 달러 환율처럼 유동성이 있었는데 같은 토지였어도 소유한 사람이 토지개발을 해서 수확량을 늘리면 석고는 더 상승하는 반면 산사태나 태풍 등의 자연재해로 땅이 황폐되어 수확량이 줄면 석고는 줄어들었다. 실제로도 다테 마사무네는 똑같은 넓이의 땅을 토지개발로 62만 석에서 100만 석으로 증가시키기도 했다.
석고는 근세 일본의 영주들에게는 계급장의 역할도 했는데 1만 석 이상을 보유하면 다이묘라는 계급이 부여되었다. 다이묘는 전투에서는 장성급 장교와 같았는데 평시 기준으로는 석고 40석 당 병사 1명이며 전시에는 그의 2~4배 정도 되었다. 실제로도 임진왜란 당시 석고 20만 석 수준의 고니시 유키나가와 가토 기요마사는 진짜로 장군의 역할을 담당했다. 또한 석고 100만 석 이상일 경우 대형 다이묘로 분류되어 마치 일국의 국왕 같은 권세를 누렸는데 대표적으로 도쿠가와 이에야스의 경우는 석고가 무려 256만 석에 달해 당시 일본 1위였으며 이로 인해 석고 220만 석의 도요토미 히데요시 조차 도쿠가와 이에야스 만큼은 함부로 건드리지 못했다.

## 같이 보기
- 섬 (단위)